# Susan Pedersen
Susan Jane Pedersen, detta Sue (Sacramento, 16 ottobre 1953), è un'ex nuotatrice statunitense.

## Palmarès
Olimpiadi
- 4 medaglie:
  - 2 ori (staffetta 4x100 metri misti a Città del Messico 1968, staffetta 4x100 metri stile libero a Città del Messico 1968)
  - 2 argenti (100 metri stile libero a Città del Messico 1968, 200 metri misti a Città del Messico 1968).

Giochi panamericani
- 3 medaglie:
  - 3 argenti (800 metri stile libero a Winnipeg 1967, 200 metri misti a Winnipeg 1967, 400 metri misti a Winnipeg 1967).